# Ada Masalı
Ada Masalı es una serie de televisión de amor y drama producida en Turquía firmada por Ay Yapım. La serie está protagonizada por Ayça Ayşin Turan y Alp Navruz.

## Trama
Ada Masalı se trata de una comedia romántica, con una dulce y profunda historia de amor.
Haziran es una chica de ciudad que adora el estilo de vida de Estambul. Es también una trabajadora nata y la hija de una conocida diseñadora de moda en horas bajas. Su ajetreada vida da un cambio radical cuando la empresa para la que trabaja le pide que viaje a una exótica isla para llevar a cabo una importante misión: conseguir información para presionar a Poyraz a vender sus tierras para construir un resort. Poyraz, que ha sacado un préstamo para sacar a adelante su negocio, se niega a vender. Haziran realiza su tarea sin saber como perjudicaba a Poyraz por lo que cuando comprende lo que ha hecho tratará de ayudarlo.
Día a día, en medio de situaciones cómicas y personajes isleños simpáticos, Haziran descubre que su ritmo de vida nada tiene en común con el de Poyraz, un hombre nacido en la apacible isla, pero una vez allí el amor y la isla cambiarán por completo su vida.

## Reparto
| Actor            | Personaje            | Episodio |
| ---------------- | -------------------- | -------- |
| Ayça Ayşin Turan | Haziran Sedefli      | 1-25     |
| Alp Navruz       | Poyraz Ali Özgür     | 1-25     |
| Nihan Büyükağaç  | Selma Göknar         | 1-25     |
| Beril Pozam      | İdil Sağlam          | 1-21     |
| Bülent Çolak     | Görkem               | 1-25     |
| Bedia Ener       | Aliye mirlan         | 1-25     |
| İpek Tenolcay    | Zeynep Göknar Sağlam | 1-25     |
| İlkay Akdağlı    | Başkan Latif Sağlam  | 1-25     |
| Rami Narin       | Alper                | 1-25     |
| Özge Demirtel    | Biricik              | 1-25     |
| Merve Nur Bengi  | Melisa               | 1-25     |
| Fatih Yücebağ    | Sadık                | 1-25     |
| Eylül Ersöz      | Nehir Göknar         | 1-25     |
| Fatih Altun      | Beyazit              |          |
| Mustafa Aran     | Burak                | 1-25     |
| Erdem Kaynarca   | Batu                 | 10-20    |
| Eren Devrim      | Mert                 |          |